# ICQ
ICQ udtales I Seek You (jeg søger dig) var et gratis instant messaging-program, som blev skabt af det israelske firma Mirabilis, men er nu ejet af America Online. Første færdige version kom i november 1996.
ICQ var det første instant message-program, som opnåede bred succes og var også det første program, som nåede 100 millioner brugere. I mange år var ICQ også det mest downloadede program overhovedet, men mistede pladsen til det delvist dansk-udviklende Kazaa.
ICQ findes i tre udgaver: ICQ Pro, ICQ Lite (som findes på dansk) og ICQ2Go som er en browserbaseret udgave.
ICQ kan sende tekstbeskeder i realtime mellem to eller flere brugere, som dermed opnår en levende samtale.
ICQ Pro og Lite kan begge sende filer på ubegrænset størrelse mellem brugerne.